# Mặt phẳng trung tuyến
Trong giải phẫu học, mặt phẳng trung tuyến là một mặt phẳng tưởng tượng chia đôi một cơ thể sinh vật theo chiều dọc thành hai phần đối xứng nhau. Ở người, mặt phẳng này chạy từ chính giữa đỉnh đầu xuống rốn, chia cơ thể người thành hai nửa chính xác là nửa trái và nửa phải (mặt phẳng màu đỏ trong hình bên).

## Từ nguyên
- Khái niệm "mặt phẳng trung tuyến" dịch từ tiếng Anh "median plane" có nguồn gốc từ tiếng Latinh là "planum medianum". Mỗi cơ thể sinh vật chỉ có một mặt phẳng này, trong đó có đường trung tuyến (z) là một đường thẳng duy nhất ở mặt phẳng trung tuyến chạy từ đỉnh đầu xuống dưới.
- Còn khái niệm "mặt phẳng bên" (parasagittal plane) dùng chỉ bất kỳ mặt phẳng nào song song với mặt phẳng trung tuyến.
- Khái niệm này cũng như các khái niệm về mặt phẳng cơ thể người thường được dùng trong chụp cắt lớp cũng như mô tả bệnh học nội quan người và giải phẫu học.

## Hình ảnh chụp cắt lớp tại mặt phẳng

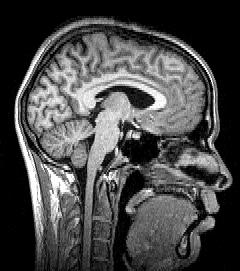
Ảnh chụp cộng hưởng từ phần đầu của người, xử lý cắt lớp ở mặt phẳng trung tuyến.
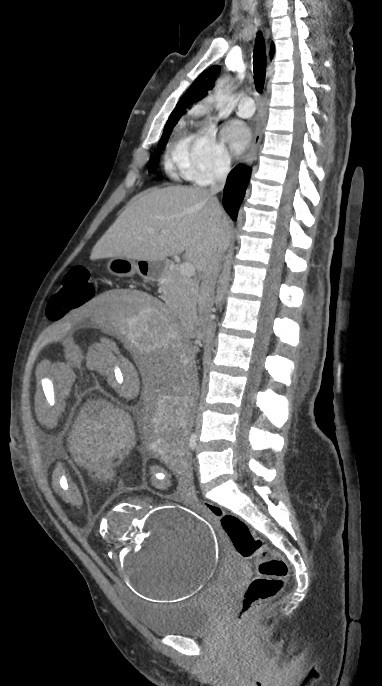
Chụp cắt lớp vi tính (CT scan) tại mặt phẳng trung tuyến phần bụng của một phụ nữ mang thai 37 tuần tuổi.
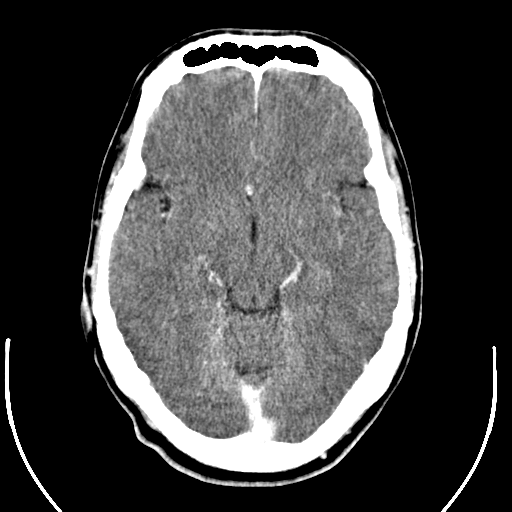
Ảnh chụp cắt lớp vi tính não người theo mặt phẳng ngang.